# Pee Wee Russell
Pee Wee Russell, pseudonimo di Charles Ellsworth Russell (Maplewood, 27 marzo 1906 – Alexandria, 15 febbraio 1969), è stato un clarinettista e sassofonista statunitense di musica jazz.

## Biografia
All'inizio della sua carriera suonava sia il clarinetto sia il sassofono, ma successivamente preferì concentrarsi esclusivamente sul primo.
Caratterizzato da uno stile musicale fortemente individuale e spontaneo, Russell incominciò la propria attività musicale con il dixieland jazz, passando successivamente attraverso generi più recenti quali swing, bebop e free jazz.

## Discografia

### Leader
- 1952: Clarinet Strut
- 1952: The Individualism of Pee Wee Russell (Savoy Jazz)
- 1952: Pee Wee Russell All Stars (Atlantic)
- 1953: Salute To Newport
- 1953: We're In the Money (Black Lion)
- 1958: Portrait of Pee Wee
- 1958: Over the Rainbow (Xanadu)
- 1959: Salute to Newport (Impulse!)
- 1961: Swingin' With Pee Wee (Swingville)
- 1961: Jazz Reunion (Candid)
- 1962: New Groove (Columbia)
- 1964: Hot Licorice
- 1964: Gumbo
- 1965: Ask Me Now!  (Impulse!)
- 1966: The College Concert  (Impulse!)
- 1967: The Spirit of '67 con Oliver Nelson  (Impulse!)

### Come sideman
Con Ruby Braff
- The Ruby Braff Octet with Pee Wee Russell & Bobby Henderson at Newport (Verve, 1957)

Con Thelonious Monk
- Miles & Monk at Newport (1963)

Con George Wein
- George Wein & the Newport All-Stars (Impulse!, 1962)

Con Bix Beiderbecke
- Bix Beiderbecke, Vol. 2: At The Jazz Band Ball 1927-1928 (Columbia, 1990)